# مهاجم مقبره: آخرین الهام
مهاجم مقبره: آخرین الهام (به انگلیسی: Tomb Raider: The Last Revelation) یک بازی ویدئویی در سبک اکشن-ماجراجویی است که توسط کور دیزاین توسعه یافته و به‌وسیلهٔ شرکت ایدوس اینتراکتیو منتشر شده است. این بازی ابتدا در سال ۱۹۹۹ برای پلی‌استیشن،  مایکروسافت ویندوز عرضه شد، و سپس یکسال بعد برای دریم‌کست و مک اواس در دسترس قرار گرفت.

## گیم پلی
مهاجم مقبره: آخرین الهام یک بازی ویدئویی اکشن-ماجراجویی است که در آن بازیکن نقش باستان‌شناس-ماجراجو لارا کرافت را بر عهده می‌گیرد و در جستجوی آثار باستانی مجموعه‌ای از خرابه‌ها و مقبره‌های باستانی را کاوش می‌کند. لارا حال می‌تواند طناب‌ها را بگیرد و بالا برود؛ که همین به او کمک می‌کند تا از گودال‌های خطرناک به راحتی عبور کند. او حالا می‌تواند از لبه‌های کج از این سمت به آن سمت برود، همان قابلیتی که در تامب ریدر ۳ نیز وجود داشت. چهرهٔ شخصیت لارا کرافت در این نسخه واقعی‌تر از سری‌های قبلی خود می‌باشد. او حتی در بازی می‌تواند بین چند مرحله عقب و جلو برود (HUB Levels) که هر کدام از آن مراحل، پازل‌ها و چالش‌های خود را دارا می‌باشد. نسبت به نسخهٔ سوم که منوها به صورت انیمیشنی بود، در این سری منوها خطّی می‌باشد! همچنین، یک قطب‌نما در گوشهٔ سمت چپ صفحه نیز نمایان است که فقط به درد رمز زدن در مرحلهٔ (سیتدل) می‌خورد. همچنین یک گزینهٔ جدید با نام «چسباندن» نیز اضافه شده است؛ یعنی بازیکن باید قسمت‌های مختلف معمّاها و پازل‌ها را در طول بازی پیدا کند و آن‌ها را به هم بچسباند تا اشیاء جدیدی درست کرده و آن‌ها را سرجای مخصوص خود بگذارد. حتی شما می‌توانید اسلحه‌ها را به هم بچسبانید، مانند «Laser Sight» و «هفت‌تیر» که باعث می‌شود تا شما از اسلحهٔ شش لول + دید لیزری استفاده کنید. حتی می‌توان Laser Sight را به تیر کمان نیز متصل کرد.

## داستان
داستان بازی از انگکور وات در سال ۱۹۸۴ آغاز می‌شود، زمانی که لارا کرافت ۱۶ ساله است. او و راهنمایش، وِرنِر وُون کرُی، در حال جستجوی خرابه‌های قدیمی هستند، برای پیدا کردن یک شیء باستانی به نام آیریس. آن‌ها آن شیء را پیدا می‌کنند، اما لارا با خواندن یک سری نوشته‌هایی که در دیواره‌های اطراف معبد نوشته شده بود، در می‌یابد که برداشتن آن شیء، آن فردی را که به شیء دست زده را به نابودی خواهد کشاند. امّا ورنر این هشدارها را نادیده می‌گیرد و به همین سبب، معبد فرو ریزش می‌کند. لارا مجبور است که فرار کند و ورنر را به حال خود رها کند.
سال ۱۹۹۹ یعنی ۱۵ سال بعد، لارا و یک راهنما در جستجوی معبد ست، امیدوار هستند که طلسم حوروس را پیدا کنند، یک شیء باستانی به شکل یک عصا و یک بیضی در بالای آن، طلایی همانند یک عنخ، به همراه یک نگین در وسط. همین که لارا آن را از قبر درمی‌آورد، او در می‌یابد که این کلیدی بوده است که خدای شرور مصریان یعنی ست را دور از جهان فانی‌ها در زندانی نگه می‌داشته است. حوروس و یارش سمرخت آن قبر را ساختند تا ست را زندانی کنند و در نتیجه، با برداشتن آن طلسم، ست از زندان تیره و تاریک خود آزاد شده است! بعداً لارا می‌فهمد که آن راهنما برای وِرنِر کار می‌کرده است؛ پس حال راهنما می‌خواهد آن طلسم را از آن خود کند. لارا به سرعت بعد از آنکه عدّه‌ای از دست نشانده‌های ورنر را می‌کشد، با موفقیت فرار می‌کند.
لارا، به دیدار دوست قدیمی خود، ژان ایو می‌رود، که یک مورخ است و از اشتباه لارا کرافت کاملاً آگاه. او می‌گوید که یکی از راه‌هایی که لارا بتواند اشتباه خود را جبران کند، این است که به معبد سمرخت برود، که در معابد کارناک نهان است. لارا به آنجا می‌رود و، بعد از مبارزه با افراد ورنر، ورودی را پیدا می‌کند و آن را با طلسم حوروس باز می‌کند. ورنر به دنبال لارا می‌رود، طلسم را می‌دزدد و لارا را در داخل معبد زندانی می‌کند. سپس لارا مجبور می‌شود تا با چالش‌های بسیار عجیب و دشمنان بسیار مهیب مقابله کند و سپس، نوشته‌ای پیدا می‌کند که برای مقابله با ست، حوروس از یک شیء باستانی به نام زره حوروس استفاده می‌کرده است. با گذاشتن این زره و طلسم با هم بر روی مجسّمهٔ خدای حوروس که در هرم بزرگ مصر پنهان شده است، خدای نور و خوبیان یعنی حوروس دوباره زنده می‌شود و می‌تواند ست را دوباره به زندان ابدی‌اش بازگرداند.
بعد از فرار از دست یک غول در معبد، (که باعث کشته شدن دوست راهنمایش می‌شود) و سوار یک قطار مصری، او به اسکندریه مصر می‌رسد؛ یعنی جایی که او می‌تواند دوباره دوست قدیمی خود یعنی ژان ایو را ملاقات کند. ژان به لارا می‌گوید که اکتشافات بنایی او در اطراف قصرهای کلئوپاترا به خاطر وجود موجودات شیطانی و خطرناک متوقّف شده است. لارا از آن بناها عبور می‌کند و زره را پیدا می‌کند! اما، هنگام شب که دوباره پیش دفتر دوستش بازمی‌گردد، می‌بیند که دوستش توسط ورنر گروگان گرفته شده است و ورنر در ازای آزادی دوستش، زره را خواستار است.
لارا بعد به قاهره سفر می‌کند؛ جایی که او مشاهده می‌کند که آسمان تیره و تاریک است! بعد از اینکه او با نیروهای ارتشی مصری در خیابان‌های قاهره مبارزه می‌کند، یک سروان زخمی شدهٔ مصری را می‌بیند، که به لارا خبر یک سری موجودات شیطانی و خطرناک را می‌دهد که بیدار شده‌اند و حال دنبال مکان‌های قدیمی در قاهره هستند. بعد از انجام دادن خواسته‌های سروان، او سوار یک کامیون پر از مواد منفجره می‌شود و وارد دهان یک موجود اژدها مانند می‌شود که از ورود لارا به سیتِدِل جلوگیری می‌کرد. در اصل سروان به خاطر لارا، فداکاری بزرگی را انجام داد. لارا بالآخره دوست خود یعنی ژان را در داخل سیتِدِل پیدا می‌کند. ورنر او را به یک ستون بزرگ بسته بود. ژان به لارا می‌گوید که ورنر خودش نبود و انگار داشت ست جای او صحبت می‌کرد. لارا بعد ورنر را که توسّط ست کنترل می‌شد، پیدا می‌کند. ست به او وعدهٔ قدرت و ثروت می‌دهد، ولی لارا طلسم را می‌دزدد!
بعد از آن اتفاق، لارا به جیزه سفر می‌کند، جایی که نیروهای ست به‌طور مداوم به دنبال جلوگیری از تلاش‌های پی در پی لارا هستند. بالآخره، لارا وارد هرم بزرگ می‌شود و بعد، زره و طلسم را بر روی مجسمهٔ سنگی حوروس قرار می‌دهد. بعد از آن، حوروس به‌طور کامل به دنیای فانی بازمی‌گردد ولی … ناگهان ست وارد صحنه می‌شود و حوروس را نابود می‌کند. لارا با تلاش بسیار فراوان، با برگرداندن آن طلسم به سر جایی اصلی خود، دوباره ست را به زندان ابدی خود بازمی‌گرداند.
هنگامی که می‌خواهد لارا از هرم بزرگ خارج شود، ورنر را جلوی درب خروجی می‌بیند که از نیروهای شیطانی ست خلاص شده و همان ورنر سابق شده است. ناگهان در همین زمان، معبد شروع به ریزش می‌کند، این بار، لارا در معبد زندانی می‌شود و داستان ما همین‌جا به پایان می‌رسد.